# Tresoreria General de la Seguretat Social
La Tresoreria General de la Seguretat Social (TGSS) és un Servei Comú de la Seguretat Social, tutelat pel Ministeri d'Ocupació i Seguretat Social del Govern d'Espanya, amb personalitat jurídica pròpia, en el qual pels principis de solidaritat financera i caixa única, s'unifiquen tots els recursos econòmics i l'administració financera del Sistema de la Seguretat Social.
És un Servei Comú en ser un organisme encarregat de la gestió de determinades funcions comunes a les diferents Entitats Gestores del Sistema de la Seguretat Social.
La gestió del Sistema de Seguretat Social espanyol s'atribueix, entre altres als següents ens públics adscrits al Ministeri d'Ocupació i Seguretat Social a través de la Secretaria d'Estat de la Seguretat Social, creats en 1978: la Tresoreria General de la Seguretat Social (TGSS), l'Institut Nacional de la Seguretat Social (INSS), l'Institut Social de la Marina (ISM), i la Gerència d'Informàtica de la Seguretat Social (GISS).
Per la seva banda, de la Secretaria d'Estat de la Seguretat Social depenen la Direcció general d'Ordenació de la Seguretat Social, la Intervenció General de la Seguretat Social i el Servei Jurídic de l'Administració de la Seguretat Social. El seu director general és Javier Aibar Bernad, qui ja havia ocupat el càrrec de 2004 a 2011.

## Competències
- La Inscripció d'empreses i l'Afiliació, altes i baixes dels treballadors.[6]
- Gestió i control de la cotització i de la recaptació de les quotes i altres recursos de finançament del sistema de la Seguretat Social.
- Gestió del Sistema de Remissió Electrònica de Dades (RED).
- Ajornament o fraccionament de les quotes de la Seguretat Social.
- La titularitat, gestió i administració dels béns i drets que constitueixen el patrimoni únic de la Seguretat Social, sense perjudici de les facultats que les Entitats Gestores de la Seguretat Social, les Mútues Col·laboradores amb la Seguretat Social i l'Institut Nacional de Salut tenen atribuïdes.
- L'organització dels mitjans i el disseny i gestió dels processos necessaris per a l'ingrés de les quotes i altres recursos financers del Sistema de la Seguretat Social.
- L'ordenació del pagament de les obligacions de la Seguretat Social i la distribució en el temps i al territori de les disponibilitats dineràries per satisfer puntualment aquestes obligacions.
- Elaboració de l'avantprojecte de pressupostos de despeses de la Tresoreria i dels recursos del Sistema.
- Gestió del Fons de Reserva de la Seguretat Social.[7]
- Gestió dels règims de previsió voluntària a què es refereix el Decret 1716/1974, de 25 d'abril.[8]
- Constitució, gestió i aplicació del fons d'estabilització del sistema de Seguretat Social al fet que es refereix la disposició addicional 2a. del Reial decret-Llei 36/1978, de 16 de novembre.
- Desenvolupament dels programes de lluita contra el frau.

## La gestió de la TGSS, la seva incidència en la societat
La projecció de la TGSS en la societat es reflecteix amb algunes de les xifres generals de la seva gestió. Per exemple, en matèria d'inscripció i afiliació, la Tresoreria General ha registrat en juliol de 2018 una afiliació mitjana de 19.006.990 afiliats, recuperant nivells de l'any 2008.
En 2010-2014, es van inscriure una mitjana d'1.400.000 Codis de Compte de Cotització (CCC), oscil·lant en diferents anys en valors d'1.500.000 i 1.300.000 CCC.
La Tresoreria General participa en el pressupost d'ingressos de la Seguretat Social, ja que gestiona, recapta i fa efectius els ingressos necessaris per cobrir les necessitats del Sistema i, com a exemple, solament la despesa en pensions contributives representa un 10 % del PIB nacional (en 2015 un 10,6 %). En aquest sentit, la major partida del pressupost de despeses és la corresponent a les pensions contributives, al voltant d'un 85 % del total, el pagament del qual realitza la Tresoreria General. L'exercici 2017 el va tancar amb un dèficit de 18.800 milions d'euros.
A més, el Fons de Reserva, gestionat per la TGSS, representa prop d'un 4 % en el PIB nacional. En el període 2010-2014, la participació va ser d'una mitjana d'un 5,48 %.
En e-administració, ofereix al ciutadà 51 serveis en línia, situats a la Seu Electrònica de la Seguretat Social, que rep en un any més de 71.500.000 accessos. També, es troben disponibles 24 tràmits de Registre Electrònic de la Tresoreria General, que rep més de 200.000 sol·licituds a l'any.
Anualment s'informa als ciutadans sobre la seva vida laboral i bases de cotització, mitjançant una campanya d'enviament a domicili, per correu postal o SMS de prop de 20.000.000 comunicacions.